# Australasinia sexincisa
Australasinia sexincisa är en tvåvingeart som först beskrevs av Malloch 1939.  Australasinia sexincisa ingår i släktet Australasinia och familjen borrflugor. Inga underarter finns listade.